# Ana (mãe de Teófano)
Ana (em grego medieval: Ἄννα) foi uma bizantina do século IX. Era membro de nobre família nativa da Anatólia. Em data incerta ela casou-se com o Constantino com quem teve uma filha, a futura imperatriz Teófano (r. 865–866), a primeira esposa de Leão VI, o Sábio (r. 886–912).
Segundo a Vida de Teófano (em latim: Vita Theophanus), de início Ana e ele não conseguiam ter filhos e rezaram na Igreja da Teótoco em Basso. Em sonho, receberam a profecia de que Ana seria mãe de uma moça e ela então engravidou. No parto, Ana estava prestes a morrer, e Constantino colocou em seu quadril um cinto retirado das colunas santas em Basso para ela dar a luz. Ana faleceu pouco tempo depois e Constantino cuidou de Teófano com a ajuda de uma enfermeira. Essa enfermeira previu futuro brilhante para Teófano numa visão da Teótoco.